# Forst Tennenlohe

Lage des gemeindefreien Gebiets Forst Tennenlohe im Landkreis Erlangen-Höchstadt

Der Forst Tennenlohe ist ein gemeindefreies Gebiet und eine Gemarkung im mittelfränkischen Landkreis Erlangen-Höchstadt.
Der 10,81 km² große Staatsforst ist der östlich des Erlanger Stadtteil Tennenlohe gelegene Teil des Sebalder Reichswaldes. Die B 4 bildet teilweise die westliche Grenze des Gebietes. Der Ofenlochberg und der Dornberg sind mit je 335 Metern die höchsten Erhebungen im Forst Tennenlohe. Im Südwesten befindet sich der östliche Teil der Anschlussstelle Tennenlohe der A 3. Auf dem ehemaligen Truppenübungsplatz der United States Army wurde das Naturschutzgebiet Tennenloher Forst eingerichtet, das sich zum größten Teil auf dem Gebiet des Forsts Tennenlohe befindet. In einer 85 Hektar großen Pferdekoppel wird die offene Landschaft des ehemaligen Truppenübungsplatzes durch Beweidung mit Przewalski-Pferden erhalten.
Die gleichnamige Gemarkung hat wie das gemeindefreie Gebiet eine Fläche von 10,810 km². Sie ist in 50 Flurstücke aufgeteilt, die eine durchschnittliche Flurstücksfläche von 216198,53 m² haben.